# Gran Premio di superbike di Donington 2023
Il Gran Premio di superbike di Donington 2023 è stato la sesta prova del mondiale superbike del 2023. Nello stesso fine settimana si è corsa anche la sesta prova del campionato mondiale Supersport.
Gara uno di Superbike va al campione in carica Álvaro Bautista che conquista così l'undicesimo successo consecutivo in stagione; al secondo posto Toprak Razgatlıoğlu staccato di tre secondi e sei decimi, terzo Jonathan Rea autore della pole position. Razgatlıoğlu vince la gara Superpole andando a interrompere la striscia vincente di Bautista che comunque chiude al secondo posto a soli tre decimi dalla vetta, Rea si conferma al terzo posto. In gara due torna a vincere Bautista che sopravanza Razgatlıoğlu con un distacco simile a quello di gara uno, terzo posto per Danilo Petrucci al suo primo podio nel mondiale Superbike.
Entrambe le gare del mondiale Supersport vanno a Nicolò Bulega, già autore della pole position, che aumenta il vantaggio in classifica sui suoi inseguitori. I piloti italiani monopolizzano i posti sul podio con Yari Montella, terzo in gara uno e secondo in gara due, Stefano Manzi e Federico Caricasulo (un podio ciascuno dei rimanenti).

## Superbike gara 1

### Arrivati al traguardo
| Pos. | Nº | Pilota                | Squadra                   | Motocicletta        | Giri | Tempo     | Griglia | Punti |
| ---- | -- | --------------------- | ------------------------- | ------------------- | ---- | --------- | ------- | ----- |
| 1º   | 1  | Álvaro Bautista       | Aruba.it Racing - Ducati  | Ducati Panigale V4R | 23   | 33'28.763 | 2º      | 25    |
| 2º   | 54 | Toprak Razgatlıoğlu   | Pata Yamaha Prometeon     | Yamaha YZF R1       | 23   | +3.718    | 4º      | 20    |
| 3º   | 65 | Jonathan Rea          | Kawasaki Racing           | Kawasaki ZX-10RR    | 23   | +6.115    | 1º      | 16    |
| 4º   | 9  | Danilo Petrucci       | Barni Spark Racing        | Ducati Panigale V4R | 23   | +7.855    | 3º      | 13    |
| 5º   | 55 | Andrea Locatelli      | Pata Yamaha Prometeon     | Yamaha YZF R1       | 23   | +10.738   | 7º      | 11    |
| 6º   | 22 | Alex Lowes            | Kawasaki Racing           | Kawasaki ZX-10RR    | 23   | +11.143   | 5º      | 10    |
| 7º   | 47 | Axel Bassani          | Motocorsa Racing          | Ducati Panigale V4R | 23   | +12.025   | 14º     | 9     |
| 8º   | 45 | Scott Redding         | Rokit BMW Motorrad        | BMW M1000 RR        | 23   | +12.638   | 12º     | 8     |
| 9º   | 66 | Tom Sykes             | Rokit BMW Motorrad        | BMW M1000 RR        | 23   | +12.754   | 8º      | 7     |
| 10º  | 87 | Remy Gardner          | GYTR GRT Yamaha           | Yamaha YZF R1       | 23   | +25.944   | 18º     | 6     |
| 11º  | 97 | Xavi Vierge           | Team HRC                  | Honda CBR1000 RR-R  | 23   | +26.050   | 17º     | 5     |
| 12º  | 77 | Dominique Aegerter    | GYTR GRT Yamaha           | Yamaha YZF R1       | 23   | +30.859   | 6º      | 4     |
| 13º  | 21 | Michael Ruben Rinaldi | Aruba.it Racing - Ducati  | Ducati Panigale V4R | 23   | +31.558   | 9º      | 3     |
| 14º  | 34 | Lorenzo Baldassarri   | GMT94 Yamaha              | Yamaha YZF R1       | 23   | +52.605   | 22º     | 2     |
| 15º  | 32 | Isaac Viñales         | TPR Team Pedercini Racing | Kawasaki ZX-10RR    | 23   | +56.037   | 21º     | 1     |
| 16º  | 53 | Esteve Rabat          | Kawasaki Puccetti Racing  | Kawasaki ZX-10RR    | 23   | +57.082   | 19º     |       |
| 17º  | 35 | Hafizh Syahrin        | Petronas MIE Racing Honda | Honda CBR1000 RR-R  | 23   | +57.216   | 20º     |       |
| 18º  | 52 | Oliver König          | Orelac Racing Movisio     | Kawasaki ZX-10RR    | 23   | +1'00.969 | 24º     |       |
| 19º  | 51 | Eric Granado          | Petronas MIE Racing Honda | Honda CBR1000 RR-R  | 23   | +1'16.479 | 23º     |       |

### Ritirati
| Nº | Pilota          | Squadra            | Motocicletta        | Giri | Griglia |
| -- | --------------- | ------------------ | ------------------- | ---- | ------- |
| 5  | Philipp Öttl    | Team GoEleven      | Ducati Panigale V4R | 22   | 11º     |
| 7  | Iker Lecuona    | Team HRC           | Honda CBR1000 RR-R  | 21   | 13º     |
| 31 | Garrett Gerloff | Bonovo Action BMW  | BMW M1000 RR        | 13   | 10º     |
| 76 | Loris Baz       | Bonovo Action BMW  | BMW M1000 RR        | 6    | 15º     |
| 28 | Bradley Ray     | Yamaha Motoxracing | Yamaha YZF R1       | 0    | 16º     |

## Superbike gara Superpole

### Arrivati al traguardo
| Pos. | Nº | Pilota                | Squadra                   | Motocicletta        | Giri | Tempo     | Griglia | Punti |
| ---- | -- | --------------------- | ------------------------- | ------------------- | ---- | --------- | ------- | ----- |
| 1º   | 54 | Toprak Razgatlıoğlu   | Pata Yamaha Prometeon     | Yamaha YZF R1       | 10   | 14'26.442 | 4º      | 12    |
| 2º   | 1  | Álvaro Bautista       | Aruba.it Racing - Ducati  | Ducati Panigale V4R | 10   | +0.315    | 2º      | 9     |
| 3º   | 65 | Jonathan Rea          | Kawasaki Racing           | Kawasaki ZX-10RR    | 10   | +0.537    | 1º      | 7     |
| 4º   | 55 | Andrea Locatelli      | Pata Yamaha Prometeon     | Yamaha YZF R1       | 10   | +4.247    | 7º      | 6     |
| 5º   | 9  | Danilo Petrucci       | Barni Spark Racing        | Ducati Panigale V4R | 10   | +5.018    | 3º      | 5     |
| 6º   | 22 | Alex Lowes            | Kawasaki Racing           | Kawasaki ZX-10RR    | 10   | +5.330    | 5º      | 4     |
| 7º   | 31 | Garrett Gerloff       | Bonovo Action BMW         | BMW M1000 RR        | 10   | +5.629    | 10º     | 3     |
| 8º   | 47 | Axel Bassani          | Motocorsa Racing          | Ducati Panigale V4R | 10   | +6.884    | 14º     | 2     |
| 9º   | 45 | Scott Redding         | Rokit BMW Motorrad        | BMW M1000 RR        | 10   | +9.047    | 12º     | 1     |
| 10º  | 5  | Philipp Öttl          | Team GoEleven             | Ducati Panigale V4R | 10   | +11.167   | 11º     |       |
| 11º  | 77 | Dominique Aegerter    | GYTR GRT Yamaha           | Yamaha YZF R1       | 10   | +12.125   | 6º      |       |
| 12º  | 28 | Bradley Ray           | Yamaha Motoxracing        | Yamaha YZF R1       | 10   | +13.346   | 16º     |       |
| 13º  | 7  | Iker Lecuona          | Team HRC                  | Honda CBR1000 RR-R  | 10   | +13.712   | 13º     |       |
| 14º  | 97 | Xavi Vierge           | Team HRC                  | Honda CBR1000 RR-R  | 10   | +14.295   | 17º     |       |
| 15º  | 87 | Remy Gardner          | GYTR GRT Yamaha           | Yamaha YZF R1       | 10   | +17.793   | 18º     |       |
| 16º  | 34 | Lorenzo Baldassarri   | GMT94 Yamaha              | Yamaha YZF R1       | 10   | +20.959   | 22º     |       |
| 17º  | 21 | Michael Ruben Rinaldi | Aruba.it Racing - Ducati  | Ducati Panigale V4R | 10   | +22.256   | 9º      |       |
| 18º  | 66 | Tom Sykes             | Rokit BMW Motorrad        | BMW M1000 RR        | 10   | +25.381   | 8º      |       |
| 19º  | 35 | Hafizh Syahrin        | Petronas MIE Racing Honda | Honda CBR1000 RR-R  | 10   | +28.530   | 20º     |       |
| 20º  | 53 | Esteve Rabat          | Kawasaki Puccetti Racing  | Kawasaki ZX-10RR    | 10   | +28.954   | 19º     |       |
| 21º  | 32 | Isaac Viñales         | TPR Team Pedercini Racing | Kawasaki ZX-10RR    | 10   | +29.146   | 21º     |       |
| 22º  | 52 | Oliver König          | Orelac Racing Movisio     | Kawasaki ZX-10RR    | 10   | +35.084   | 24º     |       |
| 23º  | 76 | Loris Baz             | Bonovo Action BMW         | BMW M1000 RR        | 10   | +35.269   | 15º     |       |
| 24º  | 51 | Eric Granado          | Petronas MIE Racing Honda | Honda CBR1000 RR-R  | 10   | +36.476   | 23º     |       |

## Superbike gara 2

### Arrivati al traguardo
| Pos. | Nº | Pilota              | Squadra                   | Motocicletta        | Giri | Tempo     | Griglia | Punti |
| ---- | -- | ------------------- | ------------------------- | ------------------- | ---- | --------- | ------- | ----- |
| 1º   | 1  | Álvaro Bautista     | Aruba.it Racing - Ducati  | Ducati Panigale V4R | 22   | 31'51.175 | 2º      | 25    |
| 2º   | 54 | Toprak Razgatlıoğlu | Pata Yamaha Prometeon     | Yamaha YZF R1       | 22   | +2.650    | 1º      | 20    |
| 3º   | 9  | Danilo Petrucci     | Barni Spark Racing        | Ducati Panigale V4R | 22   | +7.936    | 5º      | 16    |
| 4º   | 45 | Scott Redding       | Rokit BMW Motorrad        | BMW M1000 RR        | 22   | +9.198    | 9º      | 13    |
| 5º   | 65 | Jonathan Rea        | Kawasaki Racing           | Kawasaki ZX-10RR    | 22   | +9.506    | 3º      | 11    |
| 6º   | 22 | Alex Lowes          | Kawasaki Racing           | Kawasaki ZX-10RR    | 22   | +9.960    | 6º      | 10    |
| 7º   | 47 | Axel Bassani        | Motocorsa Racing          | Ducati Panigale V4R | 22   | +10.292   | 8º      | 9     |
| 8º   | 55 | Andrea Locatelli    | Pata Yamaha Prometeon     | Yamaha YZF R1       | 22   | +10.537   | 4º      | 8     |
| 9º   | 31 | Garrett Gerloff     | Bonovo Action BMW         | BMW M1000 RR        | 22   | +11.036   | 7º      | 7     |
| 10º  | 5  | Philipp Öttl        | Team GoEleven             | Ducati Panigale V4R | 22   | +14.317   | 11º     | 6     |
| 11º  | 77 | Dominique Aegerter  | GYTR GRT Yamaha           | Yamaha YZF R1       | 22   | +17.697   | 10º     | 5     |
| 12º  | 87 | Remy Gardner        | GYTR GRT Yamaha           | Yamaha YZF R1       | 22   | +23.762   | 15º     | 4     |
| 13º  | 28 | Bradley Ray         | Yamaha Motoxracing        | Yamaha YZF R1       | 22   | +24.052   | 13º     | 3     |
| 14º  | 7  | Iker Lecuona        | Team HRC                  | Honda CBR1000 RR-R  | 22   | +24.543   | 12º     | 2     |
| 15º  | 35 | Hafizh Syahrin      | Petronas MIE Racing Honda | Honda CBR1000 RR-R  | 22   | +48.163   | 17º     | 1     |
| 16º  | 32 | Isaac Viñales       | TPR Team Pedercini Racing | Kawasaki ZX-10RR    | 22   | +50.201   | 18º     |       |
| 17º  | 52 | Oliver König        | Orelac Racing Movisio     | Kawasaki ZX-10RR    | 22   | +1'05.224 | 21º     |       |
| 18º  | 51 | Eric Granado        | Petronas MIE Racing Honda | Honda CBR1000 RR-R  | 22   | +1'08.928 | 20º     |       |
| 19º  | 34 | Lorenzo Baldassarri | GMT94 Yamaha              | Yamaha YZF R1       | 22   | +1'12.643 | 19º     |       |

### Ritirati
| Nº | Pilota                | Squadra                  | Motocicletta        | Giri | Griglia |
| -- | --------------------- | ------------------------ | ------------------- | ---- | ------- |
| 53 | Esteve Rabat          | Kawasaki Puccetti Racing | Kawasaki ZX-10RR    | 18   | 16º     |
| 97 | Xavi Vierge           | Team HRC                 | Honda CBR1000 RR-R  | 14   | 14º     |
| 76 | Loris Baz             | Bonovo Action BMW        | BMW M1000 RR        | 0    |         |
| 66 | Tom Sykes             | Rokit BMW Motorrad       | BMW M1000 RR        | 0    |         |
| 21 | Michael Ruben Rinaldi | Aruba.it Racing - Ducati | Ducati Panigale V4R | 0    |         |

## Supersport gara 1

### Arrivati al traguardo
| Pos. | Nº | Pilota              | Squadra                    | Motocicletta                 | Giri | Tempo     | Griglia | Punti |
| ---- | -- | ------------------- | -------------------------- | ---------------------------- | ---- | --------- | ------- | ----- |
| 1º   | 11 | Nicolò Bulega       | Aruba.it Racing            | Ducati Panigale V2           | 19   | 28'33.399 | 1º      | 25    |
| 2º   | 62 | Stefano Manzi       | Ten Kate Racing Yamaha     | Yamaha YZF R6                | 19   | +1.231    | 3º      | 20    |
| 3º   | 55 | Yari Montella       | Barni Spark Racing         | Ducati Panigale V2           | 19   | +6.615    | 2º      | 16    |
| 4º   | 64 | Federico Caricasulo | Althea Racing              | Ducati Panigale V2           | 19   | +10.903   | 8º      | 13    |
| 5º   | 28 | Glenn van Straalen  | EAB Racing                 | Yamaha YZF R6                | 19   | +17.833   | 7º      | 11    |
| 6º   | 99 | Adrián Huertas      | MTM Kawasaki               | Kawasaki ZX-6R               | 19   | +18.816   | 5º      | 10    |
| 7º   | 3  | Raffaele De Rosa    | Orelac Racing Verdnatura   | Ducati Panigale V2           | 19   | +19.570   | 10º     | 9     |
| 8º   | 23 | Marcel Schrötter    | MV Agusta Reparto Corse    | MV Agusta F3 800 RR          | 19   | +19.986   | 9º      | 8     |
| 9º   | 69 | Tom Booth-Amos      | Motozoo ME Air Racing      | Kawasaki ZX-6R               | 19   | +20.089   | 13º     | 7     |
| 10º  | 94 | Valentin Debise     | GMT94 Yamaha               | Yamaha YZF R6                | 19   | +20.272   | 12º     | 6     |
| 11º  | 14 | Lucas Mahias        | Kawasaki Puccetti Racing   | Kawasaki ZX-6R               | 19   | +22.074   | 4º      | 5     |
| 12º  | 9  | Jorge Navarro       | Ten Kate Racing Yamaha     | Yamaha YZF R6                | 19   | +27.357   | 11º     | 4     |
| 13º  | 54 | Bahattin Sofuoğlu   | MV Agusta Reparto Corse    | MV Agusta F3 800 RR          | 19   | +31.152   | 14º     | 3     |
| 14º  | 71 | Tom Edwards         | Yart-Yamaha                | Yamaha YZF R6                | 19   | +33.009   | 16º     | 2     |
| 15º  | 66 | Niki Tuuli          | Dynavolt Triumph           | Triumph Street Triple RS 765 | 19   | +33.675   | 6º      | 1     |
| 16º  | 34 | Rhys Irwin          | Astro-JJR Suzuki           | Suzuki GSXR750               | 19   | +39.749   | 18º     |       |
| 17º  | 25 | Andy Verdoïa        | Yamaha Thailand Racing     | Yamaha YZF R6                | 19   | +44.593   | 20º     |       |
| 18º  | 91 | Jack Kennedy        | Evan Bros. Yamaha          | Yamaha YZF R6                | 19   | +45.589   | 27º     |       |
| 19º  | 22 | Federico Fuligni    | Orelac Racing Verdnatura   | Ducati Panigale V2           | 19   | +1'00.181 | 21º     |       |
| 20º  | 17 | John McPhee         | Vince64 by Puccetti Racing | Kawasaki ZX-6R               | 19   | +1'03.774 | 30º     |       |
| 21º  | 16 | Yuta Okaya          | ProDina Kawasaki Racing    | Kawasaki ZX-6R               | 19   | +1'03.777 | 25º     |       |
| 22º  | 68 | Luke Power          | Motozoo ME Air Racing      | Kawasaki ZX-6R               | 19   | +1'08.135 | 26º     |       |
| 23º  | 73 | Maximilian Kofler   | D34G Racing                | Ducati Panigale V2           | 19   | +1'23.864 | 28º     |       |
| 24º  | 29 | Nicholas Spinelli   | VFT Racing Webike Yamaha   | Yamaha YZF R6                | 14   | +5 giri   | 19º     |       |

### Ritirati
| Nº | Pilota           | Squadra                       | Motocicletta                 | Giri | Griglia |
| -- | ---------------- | ----------------------------- | ---------------------------- | ---- | ------- |
| 95 | Tarran Mackenzie | Petronas MIE Racing Honda     | Honda CBR600RR               | 16   | 15º     |
| 27 | Álvaro Díaz      | Arco Yart Yamaha              | Yamaha YZF R6                | 14   | 23º     |
| 51 | Anupab Sarmoon   | Yamaha Thailand Racing        | Yamaha YZF R6                | 9    | 17º     |
| 7  | Adam Norrodin    | Petronas MIE Racing Honda     | Honda CBR600RR               | 3    | 29º     |
| 4  | Harry Truelove   | Dynavolt Triumph              | Triumph Street Triple RS 765 | 1    | 22º     |
| 15 | Eugene McManus   | Completely Motorbikes Triumph | Triumph Street Triple RS 765 | 0    | 24º     |

## Supersport gara 2

### Arrivati al traguardo
| Pos. | Nº | Pilota              | Squadra                    | Motocicletta                 | Giri | Tempo     | Griglia | Punti |
| ---- | -- | ------------------- | -------------------------- | ---------------------------- | ---- | --------- | ------- | ----- |
| 1º   | 11 | Nicolò Bulega       | Aruba.it Racing            | Ducati Panigale V2           | 19   | 28'31.049 | 1º      | 25    |
| 2º   | 55 | Yari Montella       | Barni Spark Racing         | Ducati Panigale V2           | 19   | +2.119    | 2º      | 20    |
| 3º   | 64 | Federico Caricasulo | Althea Racing              | Ducati Panigale V2           | 19   | +3.629    | 8º      | 16    |
| 4º   | 99 | Adrián Huertas      | MTM Kawasaki               | Kawasaki ZX-6R               | 19   | +7.880    | 5º      | 13    |
| 5º   | 62 | Stefano Manzi       | Ten Kate Racing Yamaha     | Yamaha YZF R6                | 19   | +11.657   | 3º      | 11    |
| 6º   | 69 | Tom Booth-Amos      | Motozoo ME Air Racing      | Kawasaki ZX-6R               | 19   | +12.721   | 13º     | 10    |
| 7º   | 94 | Valentin Debise     | GMT94 Yamaha               | Yamaha YZF R6                | 19   | +13.339   | 12º     | 9     |
| 8º   | 54 | Bahattin Sofuoğlu   | MV Agusta Reparto Corse    | MV Agusta F3 800 RR          | 19   | +14.734   | 14º     | 8     |
| 9º   | 3  | Raffaele De Rosa    | Orelac Racing Verdnatura   | Ducati Panigale V2           | 19   | +15.321   | 10º     | 7     |
| 10º  | 28 | Glenn van Straalen  | EAB Racing                 | Yamaha YZF R6                | 19   | +16.171   | 7º      | 6     |
| 11º  | 9  | Jorge Navarro       | Ten Kate Racing Yamaha     | Yamaha YZF R6                | 19   | +17.840   | 11º     | 5     |
| 12º  | 66 | Niki Tuuli          | Dynavolt Triumph           | Triumph Street Triple RS 765 | 19   | +20.766   | 6º      | 4     |
| 13º  | 25 | Andy Verdoïa        | Yamaha Thailand Racing     | Yamaha YZF R6                | 19   | +28.914   | 20º     | 3     |
| 14º  | 71 | Tom Edwards         | Yart-Yamaha                | Yamaha YZF R6                | 19   | +29.704   | 16º     | 2     |
| 15º  | 34 | Rhys Irwin          | Astro-JJR Suzuki           | Suzuki GSXR750               | 19   | +30.882   | 18º     | 1     |
| 16º  | 29 | Nicholas Spinelli   | VFT Racing Webike Yamaha   | Yamaha YZF R6                | 19   | +31.317   | 19º     |       |
| 17º  | 91 | Jack Kennedy        | Evan Bros. Yamaha          | Yamaha YZF R6                | 19   | +31.691   | 27º     |       |
| 18º  | 17 | John McPhee         | Vince64 by Puccetti Racing | Kawasaki ZX-6R               | 19   | +38.301   | 30º     |       |
| 19º  | 51 | Anupab Sarmoon      | Yamaha Thailand Racing     | Yamaha YZF R6                | 19   | +38.401   | 17º     |       |
| 20º  | 27 | Álvaro Díaz         | Arco Yart Yamaha           | Yamaha YZF R6                | 19   | +39.078   | 23º     |       |
| 21º  | 22 | Federico Fuligni    | Orelac Racing Verdnatura   | Ducati Panigale V2           | 19   | +40.240   | 21º     |       |
| 22º  | 73 | Maximilian Kofler   | D34G Racing                | Ducati Panigale V2           | 19   | +52.898   | 28º     |       |
| 23º  | 95 | Tarran Mackenzie    | Petronas MIE Racing Honda  | Honda CBR600RR               | 19   | +53.608   | 15º     |       |
| 24º  | 68 | Luke Power          | Motozoo ME Air Racing      | Kawasaki ZX-6R               | 19   | +53.639   | 26º     |       |
| 25º  | 16 | Yuta Okaya          | ProDina Kawasaki Racing    | Kawasaki ZX-6R               | 19   | +56.531   | 25º     |       |
| 26º  | 7  | Adam Norrodin       | Petronas MIE Racing Honda  | Honda CBR600RR               | 19   | +1'06.346 | 29º     |       |

### Ritirati
| Nº | Pilota           | Squadra                       | Motocicletta                 | Giri | Griglia |
| -- | ---------------- | ----------------------------- | ---------------------------- | ---- | ------- |
| 23 | Marcel Schrötter | MV Agusta Reparto Corse       | MV Agusta F3 800 RR          | 14   | 9º      |
| 15 | Eugene McManus   | Completely Motorbikes Triumph | Triumph Street Triple RS 765 | 10   | 24º     |
| 14 | Lucas Mahias     | Kawasaki Puccetti Racing      | Kawasaki ZX-6R               | 8    | 4º      |
| 4  | Harry Truelove   | Dynavolt Triumph              | Triumph Street Triple RS 765 | 8    | 22º     |